# Silke Gebel

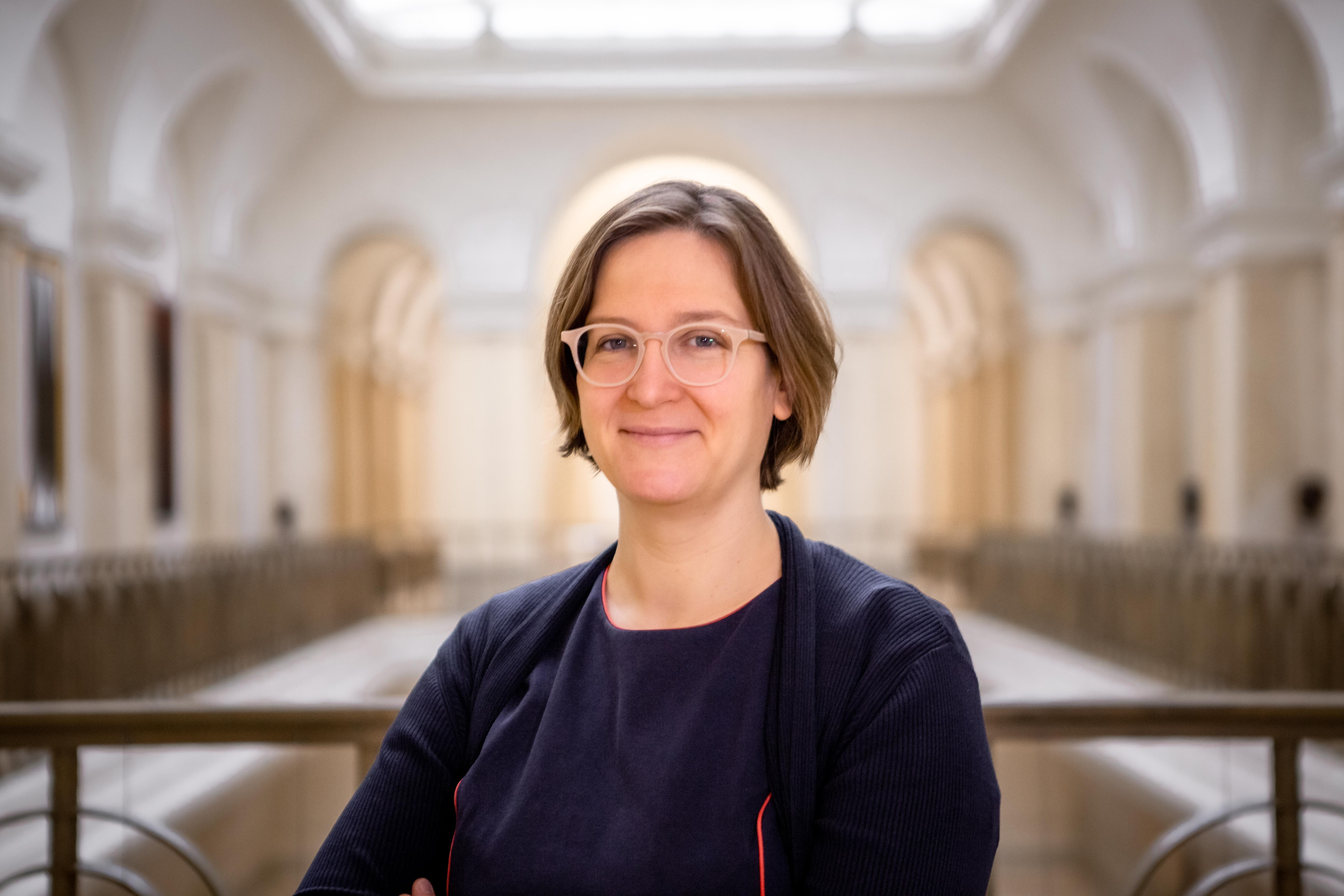
Silke Gebel (2021)

Silke Gebel (* 27. Juli 1983 in Ostfildern-Ruit) ist eine deutsche Politikerin (Bündnis 90/Die Grünen). Sie ist seit 2013 Mitglied des Abgeordnetenhauses von Berlin. Von 2016 bis 2023 war sie dort Vorsitzende der Grünen-Fraktion.

## Leben
Nach ihrem Abitur studierte Gebel von 2002 bis 2011 Verwaltungswissenschaften an der Georg-August-Universität in Göttingen (Vordiplom Sozialwissenschaften) sowie der Universität Potsdam und beendete das Studium als Diplom-Verwaltungswissenschaftlerin. Dazu war sie von 2006/2007 bis 2009 studentische Mitarbeiterin von Kerstin Müller (MdB) und danach bis 2011 Mitarbeiterin von Reinhard Bütikofer (MdEP). Sie ist mit dem Grünen-Politiker Malte Spitz verheiratet, mit dem sie drei Kinder hat, und lebt in Berlin-Mitte.

## Politik

### Jugendverbandspolitik
Bevor Gebel sich bei den Grünen engagierte, war sie seit 2001 bei den Jungen Europäischen Föderalisten Deutschland aktiv. Dort war sie von 2003 bis 2006 stellvertretende Bundesvorsitzende. Von 2006 bis 2008 war Gebel Mitglied im Bundesvorstand der Grünen Jugend, zuletzt als politische Geschäftsführerin. Die Grüne Jugend vertrat sie im Deutschen Nationalkomitee für internationale Jugendarbeit (DNK) und war von 2008 bis 2009 die Sprecherin.

### Bündnis 90/Die Grünen
Seit 2003 ist Gebel Mitglied bei Bündnis 90/Die Grünen. Von 2003 bis 2005 gehörte sie dem Kreisvorstand der Grünen in Göttingen an, später ging sie nach Berlin, wo sie von 2011 an im Vorstand in Mitte saß. Zur Abgeordnetenhauswahl 2011 trat sie auf Platz 27 der Landesliste und im Wahlkreis Mitte 2 direkt an. Seit dem 2. Januar 2013 ist sie Mitglied des Abgeordnetenhauses von Berlin, als Nachrückerin für Felicitas Kubala. Dort war sie zunächst im Ausschuss für Stadtentwicklung und Umwelt, sowie im Ausschuss für Europa, Bund, Medien tätig. Bis 2016 war sie umweltpolitische Sprecherin ihrer Fraktion.
Nach der Wahl zum Abgeordnetenhaus von Berlin 2016 wurde Gebel am 2. November 2016 zur gleichberechtigten Vorsitzenden neben Antje Kapek gewählt und folgte damit Ramona Pop nach, die als Senatorin in die Regierung wechselte. Von März 2022 bis März 2023 übte sie den Fraktionsvorsitz gemeinsam mit Werner Graf aus. Im März 2023 wurde Gebel im Fraktionsvorsitz von Bettina Jarasch abgelöst.
Bei der Abgeordnetenhauswahl 2021 erhielt sie ein Direktmandat im Wahlkreis Mitte 1. Bei der Wiederholungswahl 2023 konnte sie ihren Sitz im Abgeordnetenhaus verteidigen.

### Positionen
Gebel ist gegen die Verbeamtung von Lehrkräften in den Schulen, weil diese Forderung die Bedeutsamkeit von Erziehern, Sozialarbeitern und anderen nicht akademischen Berufen verkenne, die mit den Lehrkräften zusammenarbeiteten. „Das moderne Klassenzimmer sollte aus multiprofessionellen, diversen Teams bestehen – die Verbeamtung stellt ein unnötiges Ungleichgewicht her.“ Für die Grünen stehe bildungspolitisch im Zentrum, dass jedes Kind erfolgreich durch die Schule komme. „Die Debatte über die Lehrerverbeamtung lenkt dabei nur ab.“
Silke Gebel ist Mitglied der Europa-Union Berlin (EUB). Seit November 2020 ist sie Gründungsmitglied und Co-Sprecherin der überfraktionellen EUB-Parlamentariergruppe im Abgeordnetenhaus von Berlin.